# Yekkeh Chenār
Yekkeh Chenār (persiska: يكّه چنار) är en ort i Iran.   Den ligger i provinsen Golestan, i den norra delen av landet, 500 km nordost om huvudstaden Teheran. Yekkeh Chenār ligger 550 meter över havet och antalet invånare är 330.
Terrängen runt Yekkeh Chenār är huvudsakligen kuperad, men västerut är den platt. Runt Yekkeh Chenār är det ganska glesbefolkat, med 30 invånare per kvadratkilometer. Närmaste större samhälle är Marāveh Tappeh, 13,8 km nordväst om Yekkeh Chenār. Omgivningarna runt Yekkeh Chenār är i huvudsak ett öppet busklandskap.